# 左右左右左
左右左右左（LeftRightLeftRightLeft）是英國另類搖滾樂隊酷玩樂隊的一張現場專輯。於2009年5月15日發行。所有曾去過Viva la Vida巡迴演唱會的觀眾郡可以免費獲贈這張專輯，並且這張專輯也可以免費在樂隊官網上下載。在6天的時間內，這張專輯的下載次數達到了350萬次。樂隊表示可免費下載這張專輯是為了表示對歌迷的感謝。

## 外部連結
- 官方網站 （页面存档备份，存于）